# Axioma da separação
O Axioma da separação (também conhecido como Axioma da compreensão ou Axioma de especificação) é um dos axiomas (ou, mais precisamente, um dos esquemas de axiomas) que fazem parte dos Axiomas de Zermelo-Fraenkel da Teoria dos Conjuntos.
Essencialmente, o axioma diz que se um conjunto A existe, e conseguimos descrever (através de uma propriedade) elementos deste conjunto, então existe um conjunto B, subconjunto de A, que contém estes elementos.
Este "axioma" é, a rigor, um esquema de axiomas, porque, para cada propriedade Φ, existe um "axioma da separação".

## Axioma
A forma apresentada abaixo se deve a Kunen.
Se z é um conjunto e {\displaystyle \phi \!} é qualquer propriedade que possa ser atribuída a elementos x de z, então existe um subconjunto y de z que contém os elementos x de z e que possuem essa propriedade.
Formalmente: qualquer fórmula {\displaystyle \phi \!} na linguagem da ZFC com variáveis livres entre {\displaystyle x,z,w_{1},\ldots ,w_{n}\!}:
{\displaystyle \forall z\forall w_{1}\ldots w_{n}\exists y\forall x(x\in y\iff (x\in z\land \phi ))}
Notar que esse não é um axioma, mas um esquema de axiomas: para cada {\displaystyle \phi \!} temos um novo axioma.
φ deve ser uma fórmula bem formada

## História
Na Teoria ingênua dos conjuntos, o esquema usado (implicitamente) era:
{\displaystyle \forall w_{1}\ldots w_{n}\exists y\forall x(x\in y\iff (\phi ))}
Ou seja, qualquer fórmula define um conjunto.
Este esquema leva ao paradoxo de Russell e suas variantes, o que não acontece quando é imposta a restrição a elementos de z.

## Exemplo
- A existência da interseção de conjuntos é garantida por este axioma. Formalmente, dados conjuntos y e z, e a propriedade {\displaystyle \phi (x,y,z)=(x\in y)\,}, o axioma diz que existe um conjunto w tal que {\displaystyle x\in w\iff x\in z\land \phi \,}